# Saint-Jérôme
Saint-Jérôme es una ciudad de la provincia de Quebec, Canadá. Es la sede del municipio regional de condado (MRC) de La Rivière-du-Nord y a su vez, en la región administrativa de Laurentides.

## Geografía
Saint-Jérôme se encuentra ubicada en las coordenadas 45°47′00″N 74°00′00″O / 45.78333, -74.00000. Según Statistique Canada, tiene una superficie total de 90,52 km² y es una de las 1135 municipalidades en las que está dividido administrativamente el territorio de la provincia de Quebec.

## Política
Saint-Jérôme está incluso en el MRC de La Rivière-du-Nord. El consejo municipal está compuesto por doce consejeros representando distritos territoriales. El alcalde actual (2015) es Stéphane Maher, que sucedió a Marc Gascon en 2013.
|                    | 2005-2009        | 2009-2013        | 2013-2017              |
| Alcalde            | Marc Gascon      | Marc Gascon      | Stéphane Maher         |
| 1 - Grignon        | Louise Bouchard  | Renée Arsenault# | Benoît Beaulieu#       |
| 2 - Hauteurs       | Guy Lalande#     | Guy Lalande#     | Colette Thibault       |
| 3 - Schultz        | Bernard Bougie#  | Bernard Bougie#  | François Poirier#      |
| 4 - Filion         | Yves Legris#     | Yves Legris#     | Marc Bourcier#         |
| 5 - Fournier       | Robert Carrière# | Robert Carrière# | Bernard Bougie         |
| 6 - Centre-ville   | Benoît Delage#   | Benoît Delage#   | Benoît Delage#         |
| 7 - André-Prévost  | Marcel Lachance# | Marcel Lachance# | Stéphanie Viens-Proulx |
| 8 - Saint-Antoine  | Martin Camirand  | Michel Deschênes | Johanne Dicaire#       |
| 9 - Gauthier       | Martin Pigeon#   | Martin Pigeon#   | André Marion#          |
| 10 - Lafontaine    | François Boyer#  | François Boyer#  | Mario Fauteux#         |
| 11 - Bellefeuille  | Sylvain Gagné    | Tommy Kulczyk#   | Gilles Robert#         |
| 12 - Saint-Camille | Manon Labrèche#  | Manon Labrèche#  | Nathalie LaSalle#      |
| Distrito 13        | Robert Rioux     | Luc Savoie#      | ...                    |
| Distrito 14        | Michèle Céclier# | Michèle Céclier# | ...                    |

* Al inicio del termo pero no al fin.  ** Al fin del termo pero no al inicio. # En el partido del alcalde. Nota: Hubo 14 distritos en 2005 y 2009 y 12 en 2013. Los números de distritos de 2009 son utilizados por el año 2005.
Forma parte de las circunscripciones electorales de Saint-Jérôme a nivel provincial y de Rivière-du-Nord a nivel federal.

## Demografía
Según el censo de Canadá de 2011, había 68 456 personas residiendo en esta ciudad con una densidad de población de 756,3 hab./km². Los datos del censo mostraron que de las 63 729 personas censadas en 2006, en 2011 hubo un aumento poblacional de 4727 habitantes (7,4%). El número total de inmuebles particulares resultó de 32 534 con una densidad de 359,41 inmuebles por km². El número total de viviendas particulares que se encontraban ocupadas por residentes habituales fue de 31 111.
Evolución de la población total, 1991-2015

## Sociedad

### Personalidades
- Nicolas Lambert-Dumont (1767), señor y fundador
- Antoine Labelle (1833-1891), cura
- Germaine Guèvremont (1893-1968), escritora
- Françoise Aubut (1922-1984), músico
- Rod Tremblay (1933-1987), músico
- André Prévost (1934-2001), músico
- Georges Thurston (1951-2007), cantante
- Robert Leroux (1964-), sociólogo
- Jean-René Dufort (1967-), animador
- Stephan Lebeau (1968-), jugador de hockey sobre hielo
- Patrick Lebeau (1970-), jugador de hockey sobre hielo
- Yann Danis (1981-), jugador de hockey sobre hielo
- Émily Bégin (1982-), cantante
- Jonathan Huberdeau (1993-), jugador de hockey sobre hielo
- Francis Bélanger (1978-), jugador de hockey sobre hielo